# Schwiegersöhne
Schwiegersöhne ist der zweite Pat-und-Patachon-Film, der in einem deutschsprachigen Land gedreht wurde. Regie führte Hans Steinhoff.

## Handlung
Die beiden dänischen Vagabunden Pat und Patachon sind auf ihrer Wanderung durch die Welt in Wien angekommen. Da die beiden skurrilen Typen unbedingt Geld benötigen, suchen und finden sie eine Anstellung als Fahrer bzw. Schaffner bei einer Omnibusgesellschaft. Als sie zwei Hausangestellten eine kostenlose Heimfahrt mit angeschlossenem Heurigenausflug ermöglichen, werden sie bereits nach kürzester Zeit wieder gefeuert. Die beiden Hausangestellten ermöglichen Pat und Patachon den Zugang zum Haus ihrer Herrschaften, dem alten Leopold Stiegler. Der hat zwei Töchter im heiratsfähigen Alter, und da man gerade die Ankunft der beiden Schwiegersöhne in spe, Pieter und Paul van der Velde aus Brüssel, erwartet, hält man den langen Pat und den kurzen Patachon für eben jene zwei Herren.
Papa Stiegler will sich als vorzüglicher Schwiegervater präsentieren und behandelt Pat und Patachon nicht nur mit besonderer Freundlichkeit, sondern nimmt die falschen Schwiegersöhne auch noch mit nach St. Moritz, wo bereits die beiden Töchter Liesl und Lotte warten. Dass die beiden jungen Damen dort bereits die wirklichen Ehemänner in spe kennen gelernt haben, die sich, ebenfalls inkognito, als Skilehrer ausgeben, weiß der alte Stiegler jedoch nicht. Bald entsteht eine Verwechslung nach der anderen, die erst durch die beiden Dienstmädchen, die Köchin Kathi und das Stubenmädel Rosl, aufgeklärt werden können. Um von Papa Stiegler nicht doch noch – ungewollt – unter die Haube gebracht zu werden, nehmen Pat und Patachon sogleich Reißaus, neuen Abenteuern entgegenlaufend.

## Produktionsnotizen
In Wien und in St. Moritz ab dem 20. Januar 1926 gedreht, erlebte Schwiegersöhne am 4. Juni 1926 in Dänemark, der Heimat von Pat und Patachon, seine Uraufführung. In Wien lief der Film am 25. Dezember 1926 an. Die deutsche Premiere unter dem Titel Pat und Patachon als Schwiegersöhne war im darauf folgenden Jahr. Die Filmlänge betrug 2560 Meter, verteilt auf sieben Akte.
Der 20-jährige Hans Jaray gab hier sein Filmdebüt.

## Kritiken
Das Kino-Journal meinte: „Es genügt die Erwähnung, dass Pat und Patachon die Hauptrollen innehaben, um ein Maximum an Unterhaltung zu sichern.“
Der Filmbote wiederum schrieb: „Hans Steinhoff führt de Regie: er meistert den Stoff und bringt die Pointen treffsicher heraus. (…) überragend nicht nur in körperlicher Beziehung, der gute alte Papa Stiegler von Wilhelm Diegelmann ...“
Der Feldkircher Anzeiger befand: „Ida Jenbach und Hans Steinhoff, die das Manuskript geschrieben haben, hielten sich an die bewährten Wirkungen es Verwechslungsschwankes, was natürlich für den „Kurzen- und Langen“ gerade das Richtige ist. Und wie sich die beiden als Ehekandidaten benehmen, muß man wirklich gesehen haben. Ein Film, der wieder die Lachmuskeln in Bewegung hält.“